# Schlossmühle (Rochlitz)

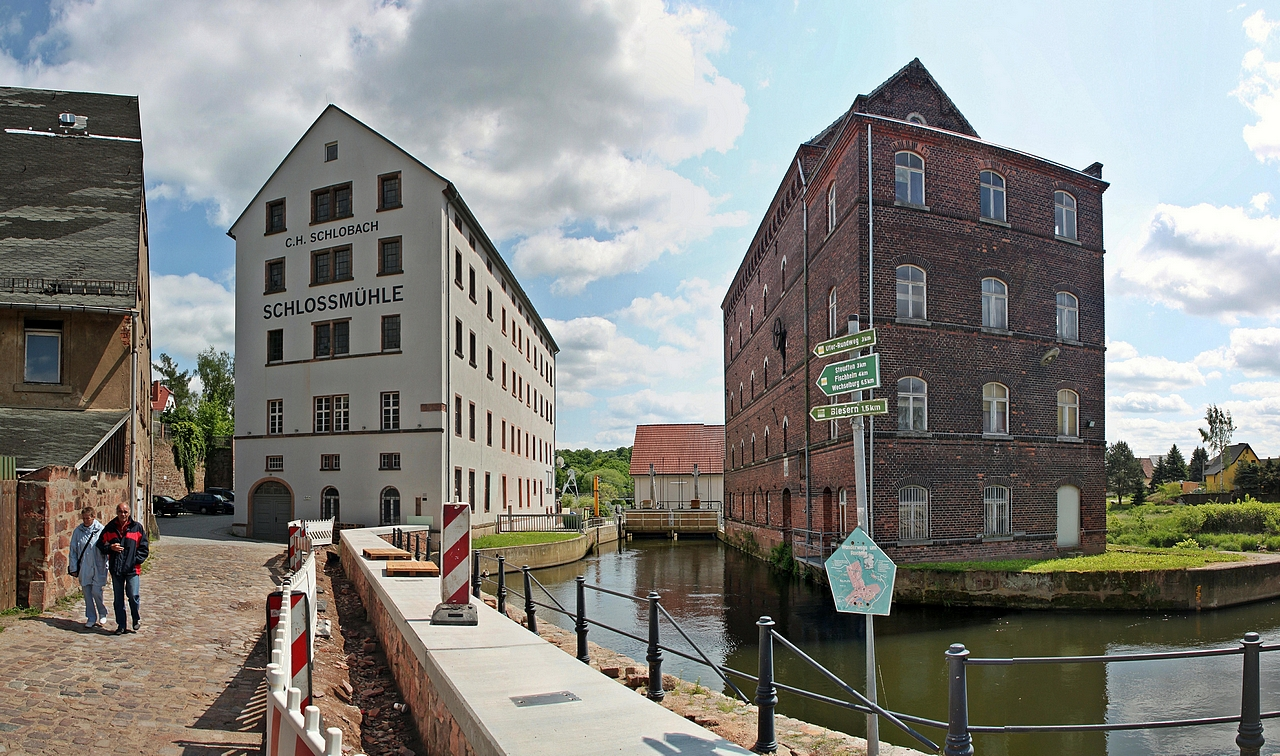
Schlossmühle Rochlitz

Die Schlossmühle Rochlitz (ehemals auch Burgmühle bzw. Amtsmühle genannt) ist eine historische Wassermühle in Rochlitz. Die an der Zwickauer Mulde unterhalb von Schloss Rochlitz gelegene Mühle wurde bereits im 13. Jahrhundert erwähnt. Sie befindet sich seit 1847 im Besitz der Familie Schlobach und wird deshalb heute auch als
Schlobachmühle bezeichnet. Der Mahlbetrieb wurde hier 1994 eingestellt, die Gebäude werden heute zu Wohnzwecken genutzt.

## Geschichte

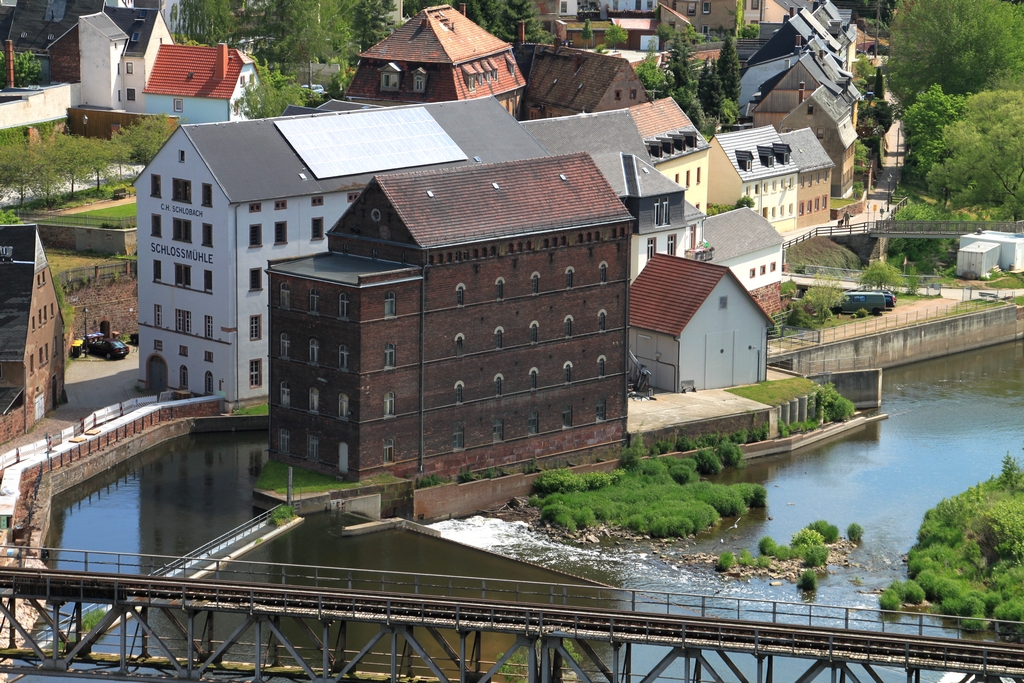
Blick vom Schloss Rochlitz auf die Schlossmühle

Die Mühle wurde erstmals 1288 urkundlich erwähnt. Eine frühere Entstehung kann allerdings angenommen werden.
Sie war als ertragbringende Flussmühle der Reichsburg Rochlitz bzw. dem späteren Amt Rochlitz angegliedert und verfügte über den Status einer Amts- bzw. Schlossmühle. In älteren Urkunden wird die Mühle 1366 als molendinum castro, 1439 als molendinum prope Rochlicz und 1466 als Mühle unter dem Schloss vor der Stadt Rochlitz genannt. Bis 1838 besaß die Mühle den Mühlenzwang über die Stadt Rochlitz, die Amtsvorstadt sowie die Dörfer Noßwitz, Sörnzig, Carsdorf, Wittgendorf, Breitenborn und Wickershain. Über die früheren baulichen Zustände ist wenig bekannt, die in Stein gehauene Jahreszahl „1526“ an mehreren Stellen deutet darauf hin, dass zu dieser Zeit die Mühle offenbar einen umfassenden Um- oder Neubau erfuhr.

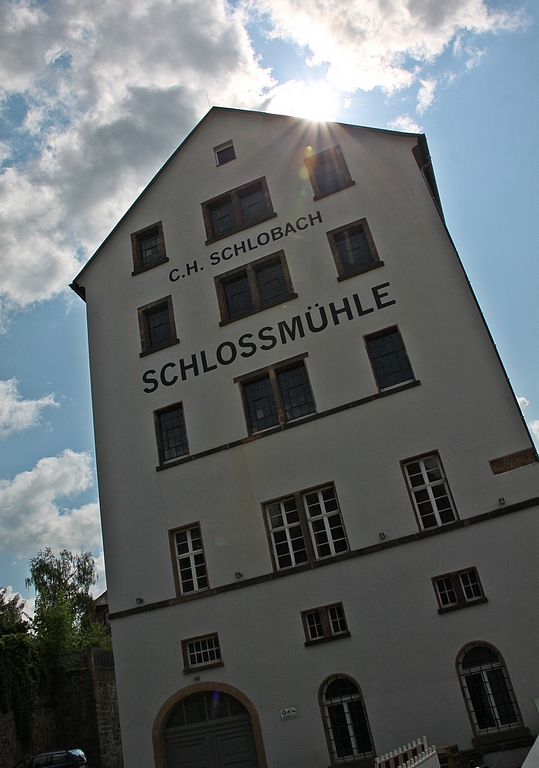
Blick auf den Giebel der Schlossmühle mit der an C. H. Schlobach erinnernden Inschrift

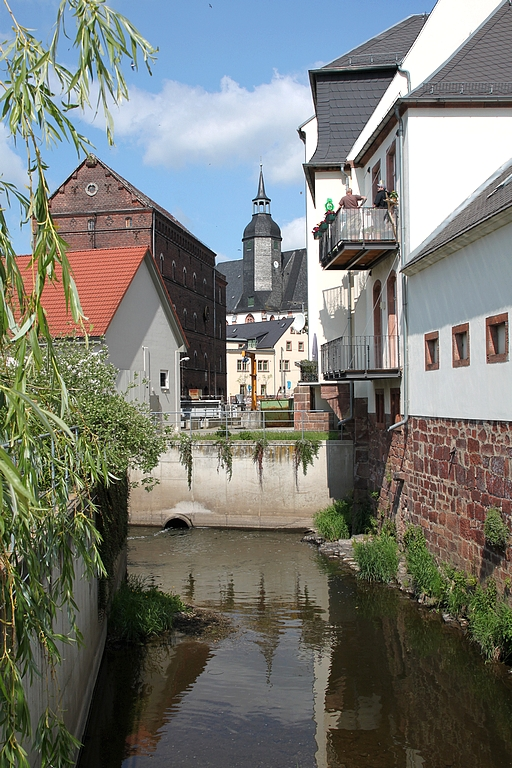
Blick auf den Mühlgraben der Schlossmühle mit der Petrikirche im Hintergrund

Besitz- und Pachtverhältnisse waren während des Bestehens der Mühle beständigen Wechseln unterworfen. Zwischen 1587 und 1599 wurde die Mühle gegen ein jährliches Pachtgeld von 525 Gulden von Kurfürst Christian I. an den Rat der Stadt Rochlitz verpachtet. Ab 1599 folgten dann weitere private Pächter.
Als am 28. August 1846 der Pächter Christoph Friedrich Uhlemann verstarb, wurde die Mühle durch den Administrator Pufendorf verwaltet. 1848 ging sie in Erbpacht auf Leopold Karl Schlobach aus Colditz über. Dessen Sohn Carl Heinrich erwarb die Mühle 1853.
Mit dem Übergang zur Privatmühle begann die zügige Entwicklung zur Großmühle. Bereits 1849 erfolgte der Neubau der Ölmühle und 1854 wurde das Mühlgebäude neu errichtet. 1862 folgte dann der Neubau des Wohngebäudes im neogotischen Stil. Unter Carl Heinrich Leopold Schlobach wurde 1877/78 das heute noch bestehende Muldenwehr neu errichtet. 1910 entstand das von ihm konzipierte Silo. 1913 wurde die Mühle in eine reine Weizen- und Roggenmühle umgebaut. Die Schlossmühle verblieb bis 1952 im Besitz der Familie Schlobach. Nach der Enteignung wurde der Betrieb bis 1989 als volkseigenen Betrieb weitergeführt.
1990 erfolgte die Rückübereignung der Mühle in den Schlobachschen Besitz. 1994 stellte die „C. H. Schlobach“ jedoch den Mahlbetrieb ein und erzeugte ausschließlich Strom mit Fallrohrturbinen. 2001 ging das Anwesen in den Besitz der Hans Leopold Schlobach GbR über. Das Wohnhaus wurde in den nachfolgenden Jahren saniert und dient nunmehr als Wohngebäude.
Die Hans Leopold Schlobach GbR Schlossmühle Rochlitz ist der älteste Betrieb der Stadt Rochlitz.

## Gebäude

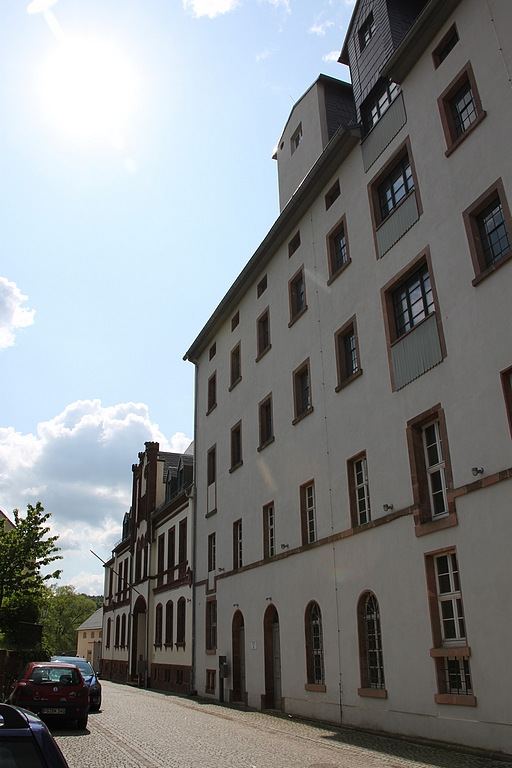
Blick auf die Schlossmühle mit dem 1862 neu errichteten Wohnhaus im Hintergrund

Das Wohnhausgebäude der im Volksmund seit langer Zeit nur „Schlobach-Mühle“ genannten, einst wichtigen Mühle zeigt sich heute als ein stattlicher, neogotischer Baukörper mit Staffelgiebel, dessen Erscheinungsbild nach dem Tudorstil einzuordnen ist. Wiederum lässt die neogotische Formensprache ebenso eine Anmutung zu einem fast maurischen Charakter zu. Der Portalbereich des Hauses ist komplett aus Rochlitzer Porphyr gegliedert und die Initialen „C.L. Schlobach 1862“ über der Haustür weisen auf Besitzverhältnisse in dieser Zeit hin.
Das Gebäude, wie es sich größtenteils darstellt, wurde nach Plänen des Amtsratbaumeisters Johann Gottlieb Pfau errichtet. Um 1862 entstanden beachtliche Umbauten. Der im Erzgebirge geborene Architekt Albert Gessner (1868–1953) baute das Haus wieder um und beeinflusste das heutige Bild vollkommen. Mühle und Wohnhaus wurden ab 2001 bis 2005 denkmalgerecht saniert und erneuert vom jetzigen Besitzer Hans Leopold Schlobach und der beauftragten Architektengruppe Müller & Schewerda, Dresden. Die Mühlensanierung schließlich erfolgte 2004.